# Jack Hunter (locutor)
Jack Hunter (nacido el 1 de junio de 1974), también conocido como el Vengador del Sur, es un locutor de radio y comentarista político paleoconservador en los Estados Unidos. Aparece en WTMA News-Talk 1250 AM, y contribuye con una columna semanal en Charleston City Paper. Hunter es también un ayudante del senador Rand Paul, a quien Hunter ayudó a escribir el libro The Tea Party Goes to Washington.

## Opiniones políticas
Hunter es conocido por de que el internacionalismo liberal que se encuentra en el Partido Demócrata y el neoconservadurismo que es prominente en el Partido Republicano son finalmente indistinguibles unos de otros, lo que ha dado lugar a críticas tanto la corriente principal de la izquierda y de la corriente principal de la derecha. También ha sido muy crítico con sus compañeros anfitriones radiales conservadores como Sean Hannity, Rush Limbaugh, Bill Cunningham, y el más famoso Mark Levin para poner lo que él percibe como sus lealtades al Partido Republicano antes que defender verdaderos principios conservadores.
Hunter también es editor colaborador de la revista, Taki's Magazine y la revista The American Conservative, y a menudo es invitado a otros programas radiales conservadores.